# Chori Chori (1956)
Chori Chori (Hindi: चोरी चोरी, Urdu: چوری چوری) ist eine Screwball-Komödie aus dem Jahr 1956 und basiert auf Frank Capras Film Es geschah in einer Nacht (1934). Hauptdarsteller sind Raj Kapoor und Nargis, eines der beliebtesten Leinwandpaare, das Bollywood hervorgebracht hat.

## Handlung
Kammo ist die Tochter des Multi-Millionärs Seth Girdharilal. Da sie auch seine einzige Tochter ist, wird Kammo für gewöhnlich verwöhnt. Dennoch sperrt er sie in einer Schiffskajüte ein. Der Grund: Kammo hat sich in den Piloten Suman Kumar verliebt. Nur der Vater glaubt, hinter der Liebe steckt die eigentliche Gier des Piloten, an das Familienvermögen heranzukommen.
Aus Trotz entflieht Kammo und macht sich geradewegs auf die Reise nach Bangalore, wo Sumar wohnhaft ist. Unterwegs stößt sie immer wieder auf den Reporter Saagar, den sie anfangs gar nicht leiden kann.
Mittlerweile hat Kammos Vater 125.000 Rupien auf die Ergreifung seiner Tochter gesetzt, sodass Saagar alle Mühe hat, sie vor den Menschen zu schützen, die nur auf den Finderlohn aus sind. Der anfangs genervte Saagar verspricht, Kammo sicher nach Bangalore zu bringen. Als Gegenleistung verlangt er die Rechte über Kammos Lebensgeschichte schreiben zu dürfen.
Auf ihrer gemeinsamen Reise verlieben sie sich ineinander. Doch kurz vor dem Ziel verlässt Saagar seine Weggefährtin und so kehrt Kammo enttäuscht in ihr Elternhaus zurück. Froh über ihre Rückkehr, bereitet ihr Vater die Hochzeit mit ihrem Geliebten Suman vor. Nun, am Tag der Hochzeit, ist auch Saagar anwesend und endlich gestehen beide ihre Liebe zueinander.

## Musik
| Song                       | Sänger/in                       | Songschreiber  |
| -------------------------- | ------------------------------- | -------------- |
| Aaja Sanam                 | Manna Dey & Lata Mangeshkar     | Hasrat Jaipuri |
| All Line Clear             | Mohammad Rafi                   | Hasrat Jaipuri |
| Jahan Mein Jati Hun        | Lata Mangeshkar & Manna Dey     | Shailendra     |
| Is Paar Sajan              | Lata Mangeshkar                 | Hasrat Jaipuri |
| Mein Bhagwan Ke Ghar       | Manna Dey & Lata Mangeshkar     | Shailendra     |
| Panchi Banoon Urti Phiroon | Lata Mangeshkar                 | Hasrat Jaipuri |
| Rasik Balma                | Lata Mangeshkar                 | Hasrat Jaipuri |
| Sawa Lakh Ki Lottery       | Mohammad Rafi & Lata Mangeshkar | Shailendra     |
| Yeh Raat Bheegi Bheegi     | Manna Dey & Lata Mangeshkar     | Shailendra     |

## Auszeichnungen
Shankar-Jaikishan erhielt 1957 den Filmfare Award in der Kategorie Beste Musik.

## Hintergrund
Es handelt sich um den letzten gemeinsamen Film der beiden Hauptdarsteller Raj Kapoor und Nargis (abgesehen vom Kurzauftritt von Nargis in dem Film Jagte Raho).